# Zasady azotowe
Zasady azotowe – związki chemiczne mające w swoim składzie azot i jednocześnie wykazujące własności zasadowe. 
Do zasad azotowych zalicza się między innymi:
- amoniak i jego pochodne
- aminy
- iminy.

Szczególne znaczenie biologiczne mają zasady azotowe nukleotydów. Stanowią one podstawowy budulec DNA i RNA, przy pomocy którego jest kodowana informacja genetyczna we wszystkich organizmach żywych.